# Juan Martín del Potro
Juan Martín del Potro, född 23 september 1988 i Tandil, Argentina, är en professionell högerhänt argentinsk tennisspelare. Hans hittills (september 2009) främsta merit är vinst av singeltiteln 2009 i US Open via segrar över världstvåan Rafael Nadal och världsettan Roger Federer. 

## Tenniskarriären
Juan Martín del Potro blev professionell spelare på ATP-touren 2005. Han har gjort en snabb karriär och nådde första gången en topp-10 placering på rankinglistan i oktober 2008. I april 2009 rankades han som nummer fem. 
Del Potro vann sina första fyra singeltitlar på touren säsongen 2008. Den första var i Stuttgart på grus då han finalbesegrade fransmannen Richard Gasquet. Bland segrarna 2008 märks meriterande finalseger över Andy Roddick (6–1, 7–6 (2)) i Los Angeles. I oktober 2008 förlorade han finalen mot Tomáš Berdych  (1–6, 4–6) i Tokyo.
Hans framgångar fortsatte under säsongen 2009. Till september har han vunnit tre titlar och finalbesegrat spelare som Sam Querrey och Andy Roddick.  
I september 2009 deltog Del Potro som sjätte-seedad i Grand Slam-turneringen US Open. Han nådde finalen genom semifinalseger över världstvåan Rafael Nadal som han besegrade med 6–2, 6–2, 6–2. I finalen mötte han världsettan Roger Federer. Matchen blev jämn och gick till fem set, av vilka två avgjordes i tie-break. I det sista femte setet var Del Potro överlägsen och utmanövrerade Federer med tunga välriktade servar och projektilartade forehanslag. Del Potro vann därmed sin första grand-slam-titel. Segern är samtidigt den andra för Argentina i US Open efter Guillermo Vilas 1977.      
Del Potro har deltagit i det argentinska Davis Cup-laget 2007–2009 och hittills spelat åtta matcher av vilka han vunnit sex.

## Spelaren och personen
Juan Martin del Potro började spela tennis som 7-åring och är uppväxt i samma stad (Tandil) som bland andra tenniskollegan på ATP-touren Juan Monaco. Som idol bland tennisspelare hade han under uppväxten Pete Sampras, men han beundrar också Marat Safin.
Del Potro föredrar hard-courtunderlag. Han nådde 2005 kvartsfinal i juniorsingel i Franska öppna, men förlorade den mot skotten Andy Murray. Trots att han är lång (198 cm) är han rörlig på banan. Han har en hård svårreturnerad serve och säkra grundslag. Särskilt är hans forehandslag av yppersta klass och har beskrivits att ofta leverera bollarna som otagbara projektiler.  
Hans pappa är veterinär men spelade under en period rugby på hög nivå. Hans mamma är lärarinna. Han har också en syster. Del Potro har sagt att om han inte varit tennisspelare skulle han kunna ha tänkt sig en karriär som arkitekt.

## Grand Slam singelfinaler (1)

### Titlar (1)
| Resultat | År   | Mästerskap | Finalmotståndare | Setsiffror                    |
| -------- | ---- | ---------- | ---------------- | ----------------------------- |
| Seger    | 2009 | US Open    | Roger Federer    | 3–6, 7–6(5), 4–6, 7–6(4), 6–2 |

## Övriga titlar påATP-touren
- Singel 14
- 2011 - Estoril, Delray Beach
- 2009 - US Open, Washington, Auckland
- 2008 - Washington, Los Angeles,  Kitzbühel, Stuttgart
- Dubbel
  - 2007 - Indianapolis